# Heterotanoides ornatus
Heterotanoides ornatus är en kräftdjursart som beskrevs av Rosalia Konstantinovna Kudinova-Pasternak 1976. Heterotanoides ornatus ingår i släktet Heterotanoides och familjen Leptocheliidae. Inga underarter finns listade i Catalogue of Life.